# Schwarze Lackenau

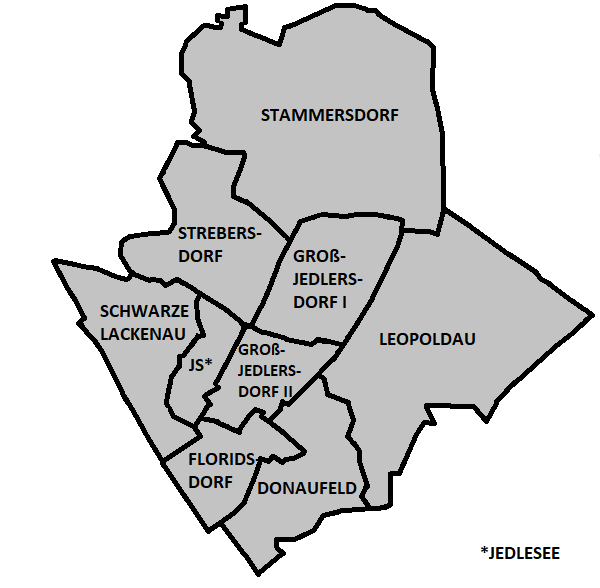
Bezirksteile von Floridsdorf

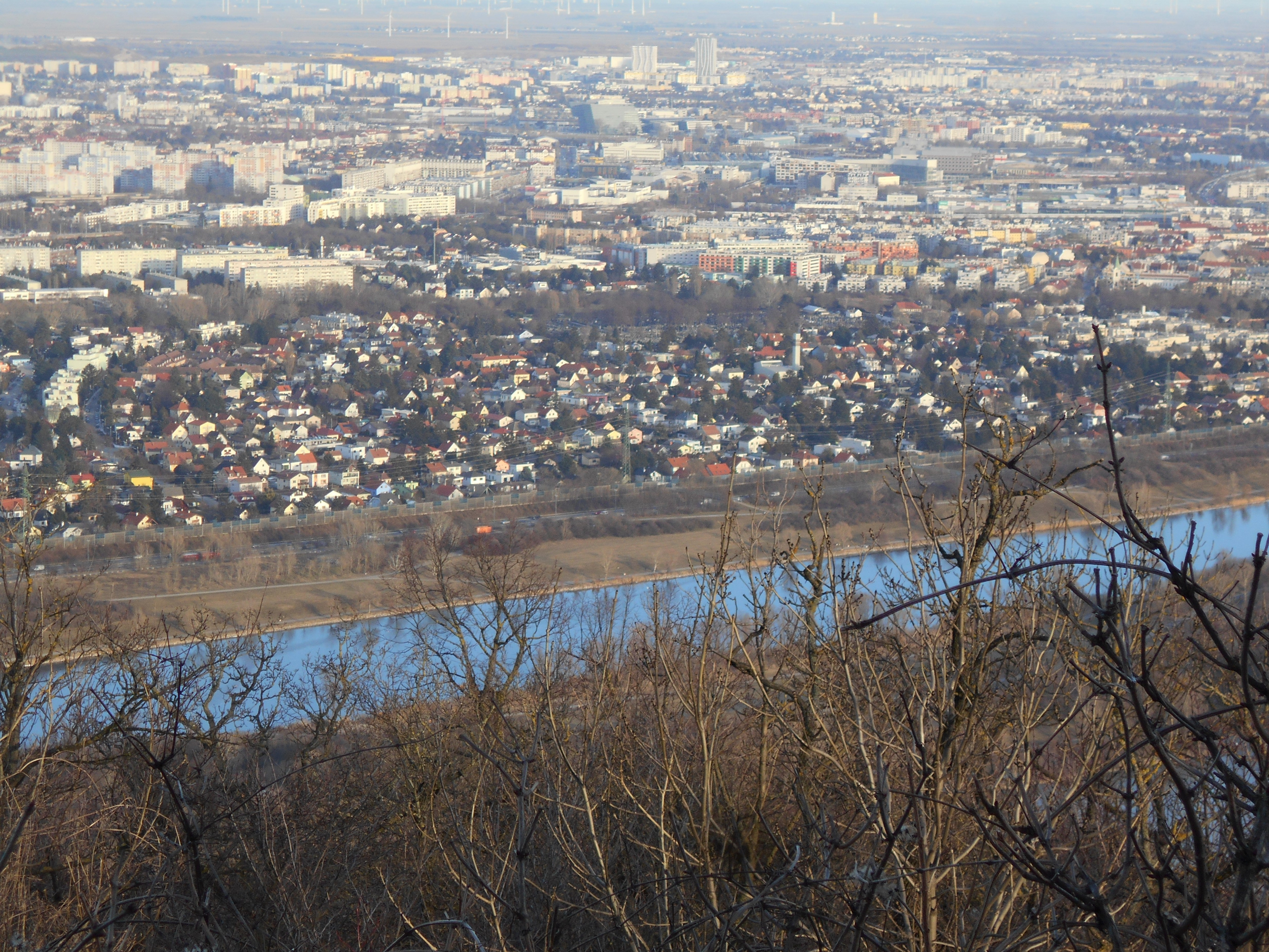
Blick vom Leopoldsberg

Die Schwarze Lackenau (auch Schwarzlackenau) ist ein Stadtteil Wiens im 21. Wiener Gemeindebezirk Floridsdorf sowie eine der 89 Wiener Katastralgemeinden. Sie entspricht einer ehemaligen Insel in der Donau.

## Geographie
Die Insel wurde durch einen Seitenarm der Donau gebildet, die Schwarze Lacke, welche heute noch als halbkreisförmige Grünfläche erkennbar ist. Bei Hochwasser konnte sie sich in einen reißenden Seitenarm des Stromes verwandeln und war für einige Überschwemmungen im Raum Jedlesee verantwortlich. Mit der Donauregulierung wurde die Schwarze Lacke vom Hauptstrom abgetrennt und nach dem Zweiten Weltkrieg mit dem Schutt der zerbombten Wiener Häuser sowie diversen Industrie- und Erdölabfällen bis in die 70er Jahre restlos aufgefüllt, wodurch die Schwarze Lackenau ihren Inselcharakter verloren hat.
Im Norden wird die Schwarze Lackenau seit 1992 wieder durch ein Gewässer begrenzt, den Marchfeldkanal. Das südwestliche, donaunahe Ende dieses Grünstreifens bildet der Jedleseer Aupark, ein Überrest der zahlreichen Auwälder entlang der Donau.
Die Katastralgemeinde Schwarze Lackenau erstreckt sich über eine Fläche von 518,62 ha. 85,97 ha der Schwarzen Lackenau liegen auf dem Gebiet des Gemeindebezirks Döbling, 30 ha auf dem Gebiet des Gemeindebezirks Brigittenau. Bei diesen Anteilen handelt es sich jedoch um Wasserflächen der Donau.
Bis zur Nordbrücke gehört der Floridsdorfer Anteil an der Donauinsel zur Katastralgemeinde Schwarze Lackenau. In diesem Bereich befindet sich auch der 2002 von der japanischen Künstlergruppe to the woods gestaltete Kirschenhain, der ein Symbol der Freundschaft zwischen Österreich und Japan ist.
Unter dem Namen Schwarzlackenau existiert ein drei Zählsprengel umfassender Zählbezirk der amtlichen Statistik, dessen Grenzverlauf jedoch nicht mit jenem der Katastralgemeinde ident ist.

## Bauten

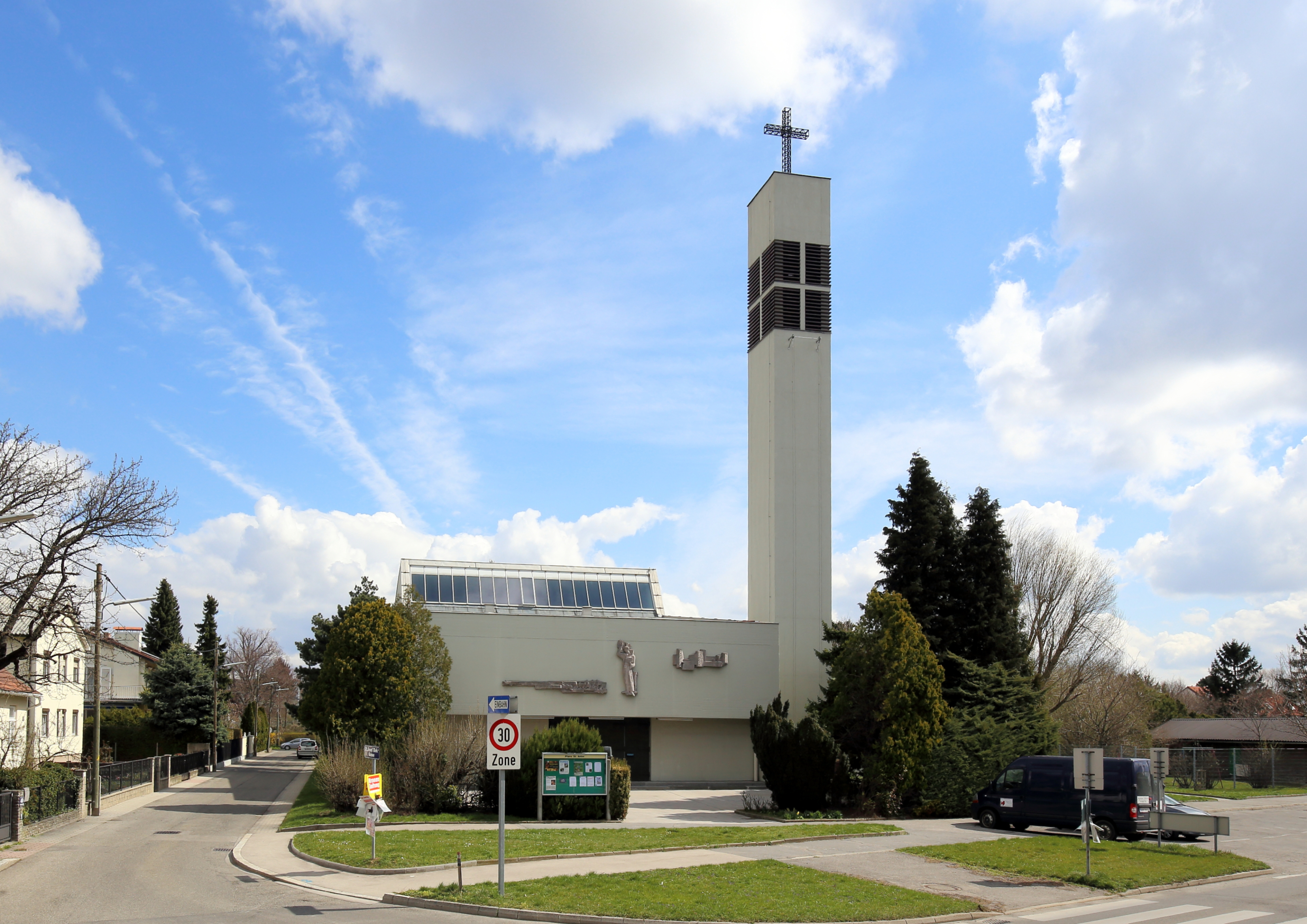
Pfarrkirche St. Antonius von Padua

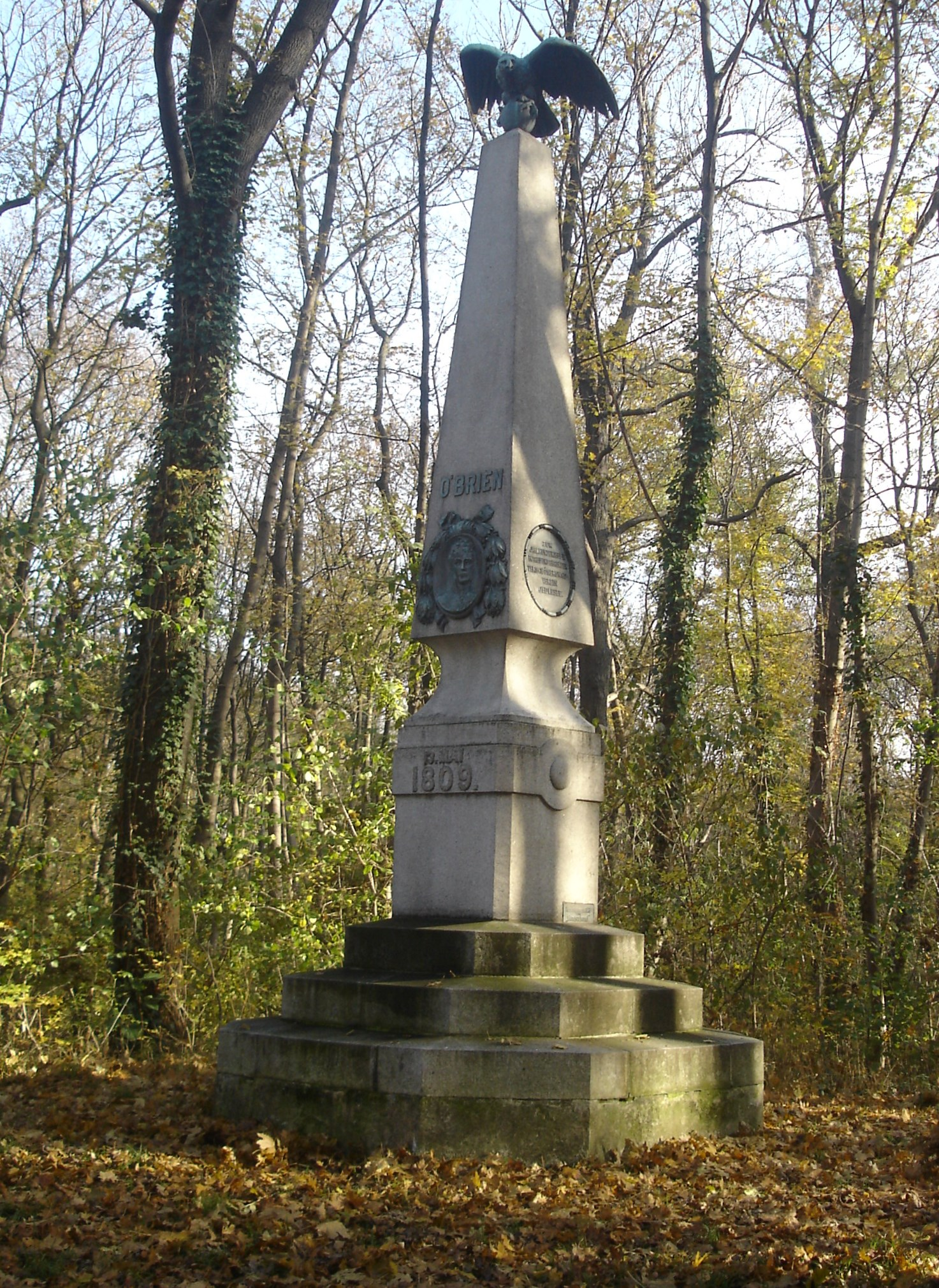
O’Brien-Denkmal

Die schwarze Lackenau hat keinen traditionellen Siedlungskern, es standen dort vor den 1920er-Jahren nie mehr als ein paar Häuser. Den Anfang bildete die Siedlung Schwarzlackenau II, die im Rahmen der Siedlerbewegung 1922–1924 im Bereich der Meyerbeergasse entstand und von Karl Krist geplant wurde.
Heutzutage hat die Schwarze Lackenau den Charakter einer Gartensiedlung, das meiste Gebiet wird von Einfamilienhäusern mit Gärten eingenommen, die allesamt nur ein paar Jahrzehnte alt sind. Es ist auch der einzige Stadtteil Wiens ohne kommunale Wohnhausanlagen, allerdings gibt es gleich hinter dem Grünstreifen sowohl in Strebersdorf als auch in Jedlesee dominierende Exemplare.

### St.-Antonius-von-Padua-Kirche
Der auch St.-Antonius-von-Padua-Kirche genannte Bau wurde 1937 als Holzbaracke errichtet, der heutige Bau stammt aus dem Jahr 1964.

### Jedleseer Friedhof
Der Jedleseer Friedhof befindet sich in der Audorfgasse 47 und beherbergt 8448 Grabstellen auf einer Fläche von rund 55.994 m². Er wurde 1873 angelegt und wird heute im Auftrag der Friedhöfe Wien GmbH verwaltet.

### O’Brien-Denkmal
Der adlerbekrönte Obelisk am Rand des Jedleseer Auparks wurde 1909 zum hundertsten Jahrestag eines Gefechts errichtet, der bei dem Generalmajor Johann von O’Brien am 13. Mai 1809 den Übergang der napoleonischen Armee über die Schwarze Lackenau verhinderte. Dieses Gefecht gehört zur Vorgeschichte der Schlacht bei Aspern. Das Denkmal steht unter Schutz (Denkmallisteneintrag).

### Emmauskapelle
Die aus dem Jahr 1714 stammende Kapelle stand ursprünglich an der Poststraße nach Langenzersdorf und wurde mehrfach versetzt, (zuletzt 1972, sie wird nach einem vorherigen Standort auch Scheydkapelle genannt) und befindet sich am Ostrand des Grünstreifens, Ecke Tomaschekgasse/Schlossergasse. In ihr befindet sich eine Statue des Brückenheiligen Johannes Nepomuk (siehe Liste der Johannes-Nepomuk-Darstellungen in Wien). Die Kapelle steht unter Denkmalschutz (Denkmallisteneintrag).